# Mangifera timorensis
Mangifera timorensis är en sumakväxtart som beskrevs av Carl Ludwig von Blume. Mangifera timorensis ingår i släktet Mangifera och familjen sumakväxter. Inga underarter finns listade i Catalogue of Life.